# 隆胎鳚
隆胎鳚（學名：Emblemaria piratula），為輻鰭魚綱鳚形目煙管鳚科隆胎鳚屬的一種，分布於中西大西洋美國墨西哥灣東北部、波多黎各、美屬維京群島海域，深度0至30公尺，本魚體延長，頭相對較長，吻尖，眼睛前部和下方的骨頭非常粗糙且有凹痕，吻部有2條堅硬粗糙的骨脊，口腔頂部兩側各有1排牙齒，眼上有1對觸鬚，鼻孔有短鬚，無側線、無鱗片，背鰭硬棘17-20枚、背鰭軟條14-16枚、臀鰭硬棘2枚、臀鰭軟條20-21枚，雄魚前半部為黑色，後部逐漸變為灰色，帶有黃色色調，前幾根背棘的基部至下半部有一個橙色到金色的三角形斑塊，雌魚前部為斑駁的棕色，後部為淺灰色，體長可達5公分，棲息在岩礁及珊瑚礁海域，通常躲在空的蠕蟲管中，以浮游動物為食，雌魚產附著性卵，由雄魚守護魚卵，生活習性不明。